# ليوناردو لوبيز (عالم)
ليوناردو لوبيز (بالإسبانية: Leonardo López Luján)‏ (و. 1964  م) هو عالم إنسان، وعالم آثار، ومؤرخ مكسيكي، ولد في مدينة مكسيكو، هو عضوٌ في الأكاديمية البريطانية.

## التعليم
تعلم في جامعة غرب باريس نانتير لاديفونس، وتحصل منها على شهادة الدكتوراه الوطنية (حتى 1998).

## جوائز
حصل على جوائز منها:
- زمالة غوغنهايم.